# Johan den Hoedt
Johan den Hoedt (Ridderkerk, 5 september 1970) is een Nederlands organist en dirigent.

## Levensloop

### Studie
Den Hoedt kreeg zijn eerste orgellesen van Henk Rijnsaardt en Frans van Tilburg. Hierna studeerde hij orgel aan het Rotterdams Conservatorium  waar hij les kreeg van Arie J. Keijzer. Daarnaast volgde hij tevens orgellessen Cor Ardesch in Dordrecht. Zijn dirigeeropleiding volgde hij aan het SNK in Utrecht bij Hans Noyens en Marjolein Berkvens die hem stemvormingles gaf.

### Loopbaan
Den Hoedt werd in 1988 aangesteld als organist aan De Wijnstok in Dordrecht. Later volgde zijn benoeming tot organist aan de Morgensterkerk in Papendrecht, de Elimkerk in Hendrik-Ido-Ambacht en de Maranathakerk in Werkendam. Daarnaast geeft hij ook orgel- en pianolessen.
Als koorleider is Den Hoedt dirigent van vele koren, waaronder het Christelijk Mannenkoor "Rotterdam-Zuid", het Christelijk Gemengd Koor "De Slagsingers" in Barendrecht, het protestants kerkkoor "I Believe" in Boskoop, het mannenkoor "Onderling Genoegen" in Nieuwendijk en het brandweermannenkoor "Zuid-Holland-Zuid". Ook geeft hij vele concerten in kerkgebouwen in Zuid Holland. Van hem zijn ook cd-opname's gemaakt in de St.Nikolauskirche in Walbeck, de Basiliek van de Heilige Kruisverheffing in Raalte en de Sint-Bartholomaeuskerk in Zevenbergen.

## Discografie
- Miroir
- Familiar with music met Jeanette Jelier-den Hoedt
- Festivo
- Familiar with music II